# Сладков, Иван Давыдович
Иван Давыдович Сладков (1889, Молоденки, Тульская губерния — 5 июня 1922, Севастополь, Крымская АССР) — советский военно-морской деятель, революционер, участник Октябрьской революции, комиссар морских сил Республики.

## Биография
Родился в 1890 году[уточнить] в селе Молоденки (ныне — в Кимовском районе Тульской области).
На флоте с 1910 года, унтер-офицер 1-й статьи. Член РСДРП(б) с 1911 года. Был секретарём подпольной ячейки РСДРП на линкоре «Александр II», участвовал в создании большевистских организаций на Балтийском флоте, был одним из руководителей Главного судового коллектива РСДРП. После восстания на линкоре «Гангут» в декабре 1915 года арестован, приговорён к 7 годам каторги, освобожден в дни Февральской революции 1917 года. Был избран членом Петроградского, а затем Кронштадтского совета, член Кронштадтского комитета РСДРП(б), был делегатом Кронштадта на Центрофлоте.

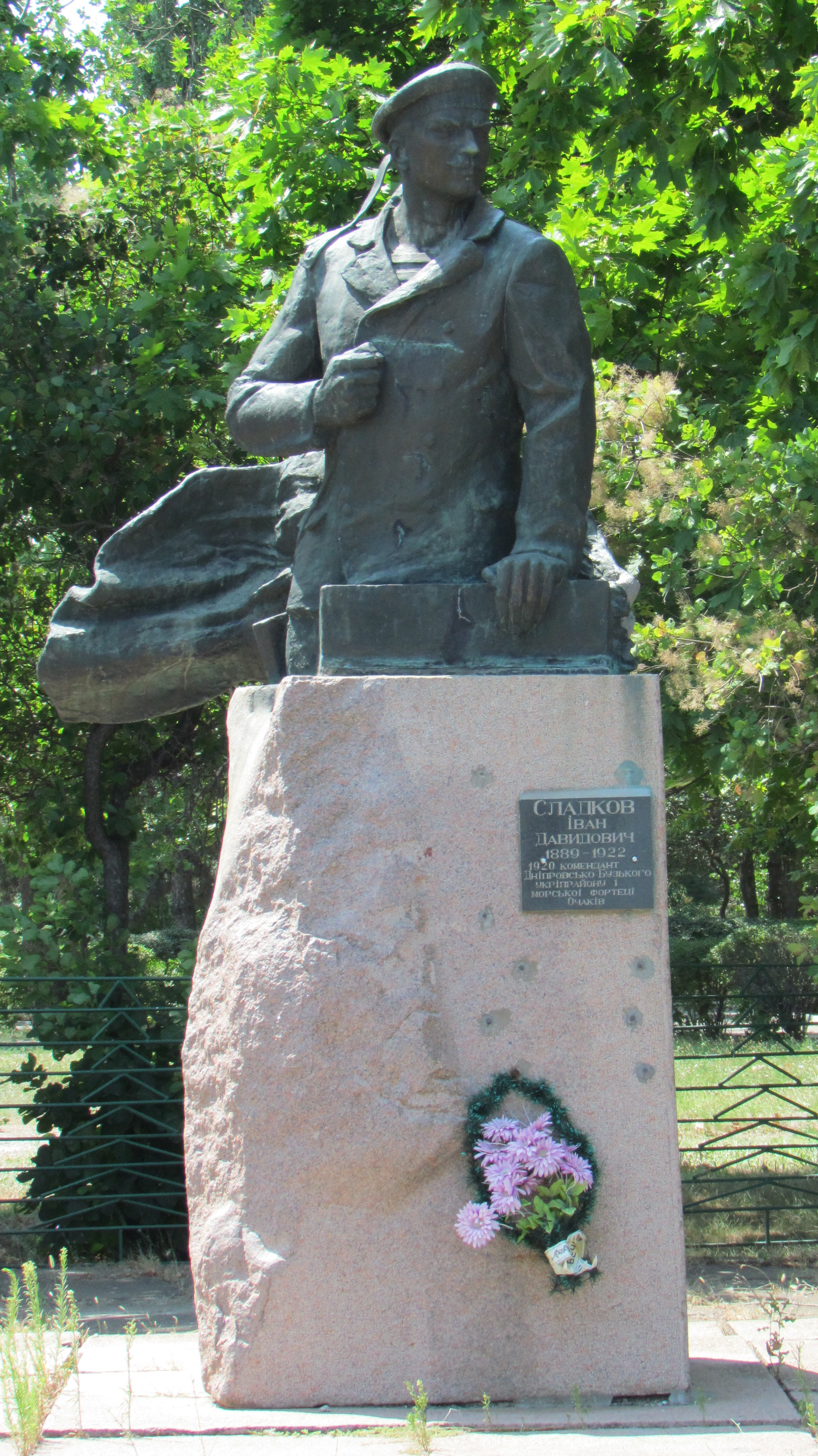
Памятник И. Д. Сладкову в Очакове

Могила Сладкова на кладбище Коммунаров в Севастополе.

Во время Октябрьской революции руководил захватом Петроградского военного порта, а затем был его комиссаром. В ноябре 1917 года делегат 1-го Всероссийского съезда военных моряков.
С июня 1919 года комиссар фортов «Красная Горка» и «Серая Лошадь». С 1920 года комендант ряда укрепленных районов, в том числе Днепро-Бугского.
С 1 апреля 1921 года комиссар морских сил Республики. Принимал участие в организации работ по восстановлению первых кораблей советского Черноморского флота в Севастополе — крейсера «Коминтерн» и эсминца «Незаможник».
В 1922 Сладков тяжело заболел и 5 июня умер. Похоронен на кладбище Коммунаров в Севастополе.

## Память
В 1940 году в Кронштадте на улице Флотской, 4 на гранитном постаменте установлен бронзовый бюст Ивана Сладкова (скульптор Виктор Чеботарёв).
Памятник Сладкову установлен в Очакове, Украина. 22 декабря 1954 именем Ивана Сладкова была названа улица в Гагаринском районе Севастополя.